# Àcid punícic
L'àcid punícic, i de nom sistemàtic àcid (9Z,11E,13Z)-octadeca-9,11,13-trienoic, és un àcid carboxílic poliinsaturat de cadena lineal amb devuit àtoms de carboni, la qual fórmula molecular és {\displaystyle {\ce {C18H30O2}}}. En bioquímica és considerat un àcid gras ω-5, ja que té un doble enllaç C=C situat entre el carboni 5 i el 6 començant per l'extrem oposat al grup carboxil, i se simbolitza per C18:3 9c,11t,13c i PA, que fa referència al fet que té en total tres enllaços dobles C=C, dos d'ells en conformació cis i l'altre en trans, disposats de forma alternada.

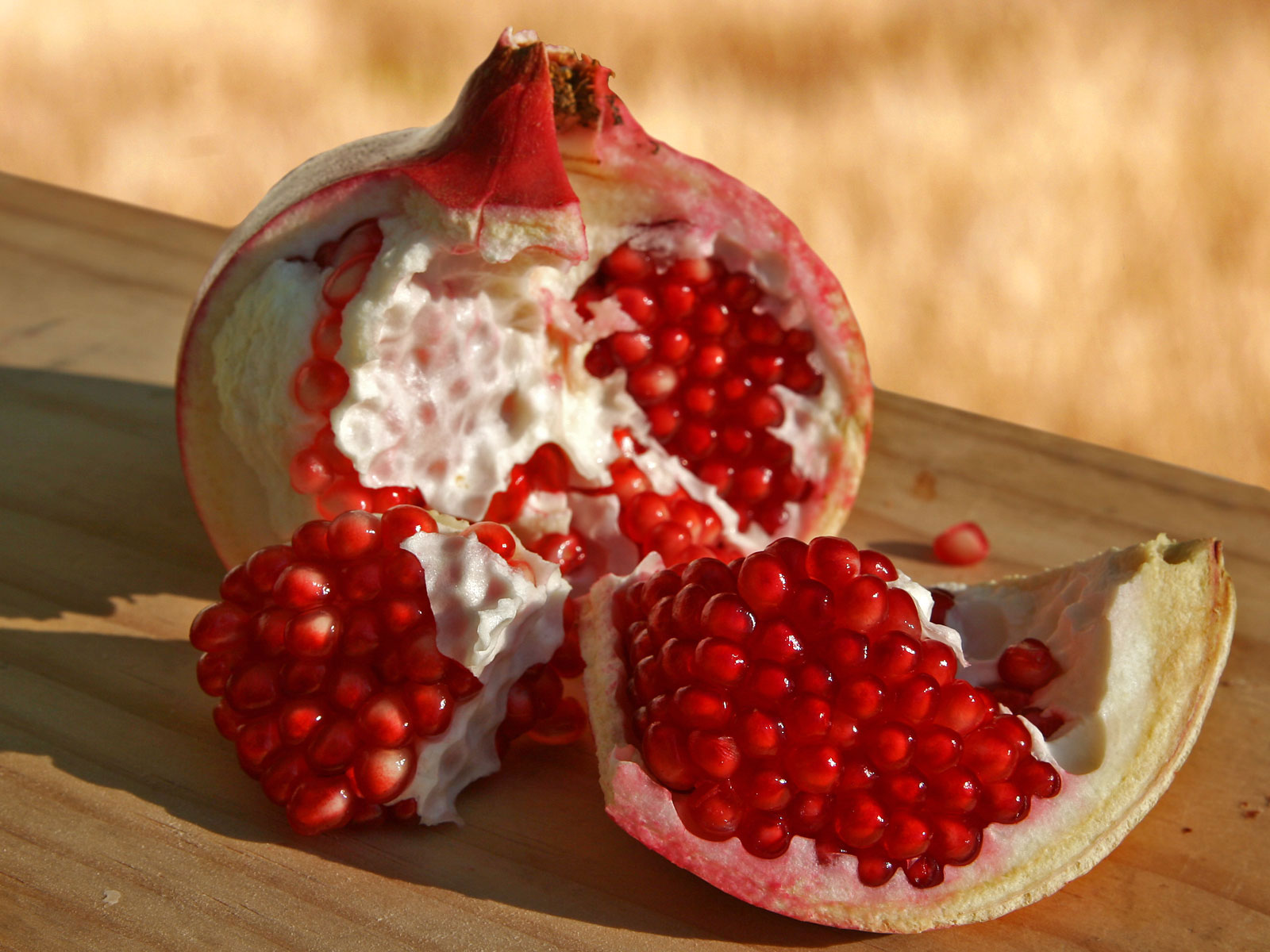
Magrana mostrant el seus fruits

A temperatura ambient és un sòlid que fon a 43,5–44 °C, la seva densitat entre 4 °C i 50 °C val 0,9025 g/cm³, el seu índex de refracció a 50 °C té un valor d'1,5113. És soluble en etanol, pentà i èter de petroli. Fou aïllat per primera vegada de l'oli de llavor de magrana (Punica granatum) el 1935 per part dels científics japonesos Y. Toyama i T. Tsuchiya. Aquest fet fou confirmat més tard per una nova investigació dels japonesos Y. Toyama i K. Hozaki i també per altres investigadors. De forma natural hom el troba a l'oli de les llavors de magrana (Punica granatum) d'on prové el seu nom comú àcid punícic i en altres olis de llavors (Cayaponia africana, 38 %; Cyclanthera explodens, 26 %; Catalpa speciosa; Chilopsis linearis).
Forma part del grup d'àcids grassos isòmers geomètrics i de posició de l'àcid linolènic, amb tres enllaços dobles conjugats i amb un total de devuit àtoms de carboni disposats en una cadena lineal. Sovint se'ls anomena CLN i a més d'ell formen el grup l'àcid α-eleoesteàric, l'àcid catàlpic, l'àcid jacàric i l'àcid calèndic. Tots ells presenten propietats citotòxiques contra les cèl·lules canceroses.
L'àcid punícic posseeix també les propietats antidiabètica, antiobesitat i antiproliferativa.